# Chiang Wan-an
Chiang Wan-an (蔣萬安S, 蒋万安P; Taipei, 26 dicembre 1978) è un politico taiwanese, sindaco di Taipei, Taiwan,  dal dicembre 2022. Conosciuto anche come Wayne Chiang, è il figlio dell'ex Vice Primo Ministro di Taiwan, John Chiang, e si pensa sia il pronipote dell'ex Presidente della Repubblica di Cina (Taiwan) Chiang Kai-shek.
È il più giovane sindaco di Taipei di sempre. Dopo la laurea presso la National Chengchi University e l'Università della Pennsylvania, Chiang ha lavorato come avvocato aziendale negli Stati Uniti prima di tornare a Taiwan per dedicarsi alla politica.

## Biografia
Nato a Taipei il 26 dicembre 1978, è figlio di Chiang Hsiao-yen  (蔣孝嚴S)  e Helen Huang (黃美倫; Huáng Měilún). Ha due sorelle maggiori. Non era a conoscenza del suo legame di sangue con Chiang Kai-shek fino al liceo, quando suo padre raccontò di essere un figlio illegittimo di Chiang Ching-kuo, rendendo quindi Chiang Kai-Shek un bisnonno dello studente liceale. In seguito all'annuncio, la famiglia ha cambiato il proprio cognome da "Chang" a "Chiang".
Chiang era uno studente della Scuola superiore affiliata dell'Università Normale Nazionale di Taiwan e della Scuola Superiore Jianguo Municipale di Taipei. Dopo la laurea, ha frequentato l'Università Nazionale di Chengchi dove si è specializzato con una doppia laurea in diplomazia e legge.

## Carriera legale
Dopo la laurea presso l'Università Nazionale di Chengchi, ha lavorato per lo studio legale Lee and Li. Successivamente, Chiang divenne aiutante dell'Assemblea nazionale. È stato accettato al programma LLM della University of Pennsylvania Law School nel 2002 ed è partito per gli Stati Uniti. Dopo aver conseguito la laurea in giurisprudenza, Chiang ha esercitato la professione legale presso l'ufficio di Palo Alto di Wilson Sonsini Goodrich & Rosati, un noto studio legale aziendale in California, dove la sua area di attività si concentrava sul capitale di rischio, il diritto finanziario e societario e della sicurezza. Ha esercitato per diversi anni, quindi ha fondato il proprio studio legale prima di tornare a Taiwan nel 2013.

## Carriera politica
Chiang ha affrontato Lo Shu-lei nel primo turno delle primarie del partito Kuomintang nell'aprile 2015.  Dopo che Lo non è riuscito ad ottenere un vantaggio sufficiente, il mese successivo sono state indette altre primarie, che Chiang ha vinto. Si è candidato come esponente del KMT per la terza circoscrizione elettorale della città di Taipei nelle elezioni legislative del 2016 e ha vinto un seggio nello Yuan legislativo.  L'ufficio del procuratore distrettuale di Taipei ha concluso un'indagine sulle accuse di compravendita di voti contro Chiang a marzo, ma non lo ha accusato di illeciti.

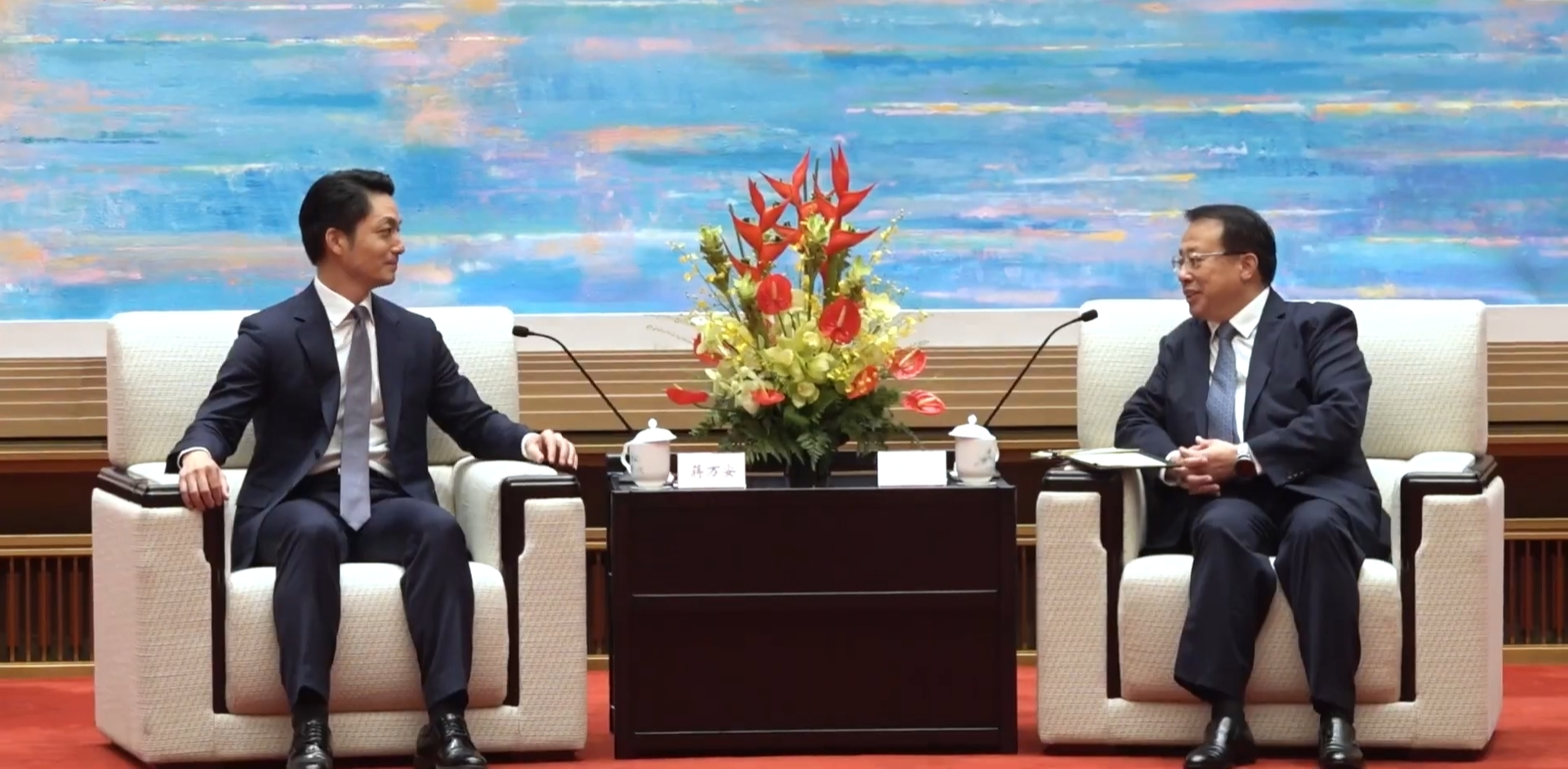
Il 29 agosto 2023 a Shanghai Chiang Wan-an incontra il Sindaco di Shanghai Gong Zheng

Nel gennaio 2018, Chiang ha dichiarato che non avrebbe cercato di rappresentare il Kuomintang alle elezioni del sindaco di Taipei previste per novembre.  Chiang si candidò alla rielezione nel 2020, sconfiggendo il suo più vicino avversario, il candidato del Partito Democratico Progressista Enoch Wu, con una differenza pari al 6% dei voti, 51-45%. Nel maggio 2022, il Kuomintang ha nominato Chiang come candidato a sindaco di Taipei alle elezioni locali. Il 10 novembre 2022, Chiang ha annunciato che avrebbe rassegnato le dimissioni dal suo seggio legislativo per concentrarsi sulla sua campagna da sindaco.  L'8 gennaio 2023 erano previste elezioni suppletive per la circoscrizione elettorale legislativa di Chiang. Il 26 novembre 2022 è stato eletto sindaco di Taipei. Dopo essere entrato in carica il 25 dicembre 2022, Chiang è diventato il sindaco di Taipei più giovane di sempre.

## Vita privata
Chiang ha incontrato la sua futura moglie, Shih Fang-hsuan (石舫亘), mentre entrambi erano studenti alla National Chengchi University. Si sono frequentati per dieci anni e si sono sposati il 23 maggio 2009. Il loro primo figlio, Chiang Te-li (蔣得立), è nato nel giugno 2011; il secondo figlio, Chiang Te-yu (蔣得宇), è nato il 23 luglio 2021.  Nel gennaio 2023 è nato il terzo figlio, Chiang Te-cheng (蔣得正).